# Небраска Сити (Небраска)
Небраска Сити (енгл. Nebraska City) град је у америчкој савезној држави Небраска.

## Демографија
По попису из 2010. године број становника је 7.289, што је 61 (0,8%) становника више него 2000. године.
| Група             | 2000.         | 2010.         |
| Белци             | 6.790 (93,9%) | 6.302 (86,5%) |
| Афроамериканци    | 27 (0,4%)     | 28 (0,4%)     |
| Азијати           | 27 (0,4%)     | 51 (0,7%)     |
| Хиспаноамериканци | 318 (4,4%)    | 795 (10,9%)   |
| Укупно            | 7.228         | 7.289         |